# Siobhan Reddy
Siobhan Reddy (Sudáfrica, 1979) es una ejecutiva de videojuegos sudafricana-australiana. Es directora del estudio Media Molecule, un estudio de desarrollo de videojuegos con sede en Guildford, Reino Unido, famoso por su primer lanzamiento LittleBigPlanet.

## Trayectoria
Reddy nació en Sudáfrica, pero creció en Campbelltown, en el estado de Nueva Gales de Australia. Asistió a la Escuela Anglicana Macarthur de Nueva Gales, donde se interesó por el cine y la tecnología. Se mudó al Reino Unido cuando tenía 18 años para comenzar a trabajar como asistente de producción en Perfect Entertainment. En 1999, comenzó a trabajar en Criterion Games hasta 2006 en que se unió al  estudio recién creado Media Molecule junto a Mark Healey, Alex Evans, David Smith y Kareem Ettouney.  Reddy asumió el papel de productora ejecutiva, pero en 2009 fue nombrada directora de estudio.
Reddy cree que es necesario que haya más mujeres trabajando en los juegos y que estos respondan mejor a las necesidades de su público femenino.

## Premios
- En 2009, ganó el Production Award en la primera edición de los premios Microsoft Women in Gaming Awards,[7] y en los mismos premios en 2014 ganó el  Innovator Award.[8][9]
- En 2013, fue nombrada una de las 100 mujeres más poderosas del Reino Unido por Woman's Hour de la BBC, y Mujer Australiana del Año por la aerolínea Qantas.[10][11]
- En 2014, fue nombrada una de Las 10 mujeres más poderosas en el mundo del juego por Fortune[12] y preseleccionada para los premios hclub100 de The Hospital Club, que celebran a las 100 personas más influyentes e innovadoras que trabajan en las industrias creativas de Gran Bretaña.[13]
- En 2019, Gamesindustry.biz la incluyó en su lista de las 100 mujeres más influyentes en la industria de los videojuegos del Reino Unido.[14]
- Reddy recibió el premio BAFTA Fellowship en 2021 por "su trabajo pionero en la defensa de la diversidad, la inclusión y la cultura de trabajo creativa y colaborativa".[15]